# ریخارد فاردا
ریخارد فاردا (چکی: Richard Farda؛ زادهٔ ۸ نوامبر ۱۹۴۵) بازیکن هاکی روی یخ اهل چکسلواکی بود.